# Силбаннак
Силбанна́к (лат. Mar. Silbannacus) — римский император-узурпатор середины III века. Известен только из двух монет, поэтому всякие данные о его личности и обстоятельствах прихода к власти представляют всего лишь гипотезы и предположения.

## Исторические источники
Упоминания об этом узурпаторе не содержатся ни в одном дошедшем до нашего времени нарративном историческом источнике. Долгое время о существовании Силбаннака было известно только лишь из одного сохранившегося антониниана (изображение справа в карточке статьи).
Эта монета была найдена, предположительно, в Лотарингии. Она была подарена Британскому музею в 1937 году, однако сведения о ней были опубликованы спустя три года — в 1940 году. Масса антониниана составляет 54,5 грана (3,532 грамма). На аверсе монеты находится портрет узурпатора и надпись: «IMP MAR SILBANNACVS AVG» (рус. Император Мар. Силбаннак Август). Сокращение «Mar.» интерпретируется исследователями по-разному: это могут быть такие имена, как Марин (лат. Marinus), Марий (лат. Marius) или Марций (лат. Marcius). На реверсе изображен стоящий Меркурий, который в одной руке держит богиню Викторию, а в другой — кадуцей, а также содержится надпись: «VICTORIA AVG» (рус. Победа Августа).
До 1996 года этот антониниан был единственной известной монетой Силбаннака и неофициально в среде нумизматов назывался «Святым Граалем римской нумизматики» из-за своей чрезвычайной редкости. В 1996 году была найдена и опубликована ещё одна монета Силбаннака, обнаруженная в районе Парижа. На аверсе находится такое же изображение, как и на предыдущей монете, на реверсе есть надпись «MARTI PROPVGT» (рус. Марсу-защитнику) и изображение самого Марса — в военном снаряжении, со щитом, опущенным на землю и копьём.

## Исторические реконструкции

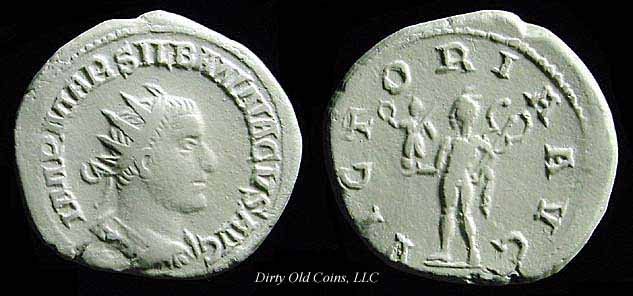
Аверс и реверс первого антониниана Силбаннака

С. Эстио, основываясь на анализе имен военных, происходивших из Цизальпийской Галлии, высказывает предположение, что Силбаннак был родом из этой провинции.
Из-за крайне недостаточного количества источников все предположения как о хронологии, так и о географической локализации и характере узурпации Силбаннака достаточно умозрительны. До обнаружения второй монеты историки считали, что выступление этого претендента на трон произошло во время правления Филиппа I Араба, так как на основании стилистического сходства монету датировали эпохой этого императора. Также, исходя из предполагаемого места находки монеты, делался вывод, что Силбаннак действовал на рейнской границе, а его антониниан был отчеканен на галльском или германском монетном дворе.
Ф. Хартманн так попытался реконструировать ход узурпации: Силбаннак, чье имя указывает на кельтское происхождение, поднял восстание против Филиппа Араба на рейнской границе под угрозой вторжения варварских племён. Он, возможно, командовал вспомогательными отрядами германцев в Галлии. Выступление Силбаннака, согласно предположению Хартманна, было подавлено уже при следующем императоре, Деции Траяне, поскольку Евтропий сообщает, что тот завершил некую гражданскую войну, которая была начата в Галлии.
Х. Кёрнер подвергал сомнению выводы Хартманна, так как, хотя, судя по району нахождения монеты, а также по изображению Меркурия, характерного для галльских монет более поздних узурпаторов типа Постума, восстание действительно произошло где-то в Галлии, вся остальная реконструкция — ничем не подтверждённое предположение, построенное по аналогии с другими известными выступлениями. В свою очередь, работа Кёрнера также подверглась критике, в частности, из-за того, что в ней он не использовал данные о второй монете Силбаннака, хотя его труд вышел уже в 2002 году.
В 1996 году, после обнаружения второй монеты, С. Эстио проанализировал её и предложил следующую версию событий. По его мнению, реверс этой монеты показывает близость с другим краткосрочным правителем — Эмилианом и позволяет, таким образом, точнее датировать выступление Силбаннака — осенью 253 года. Он указывает, что стилистически второй антониниан похож на монеты, выпускавшиеся не в Галлии или Германии, а в самом Риме. На этом основании Эстио сделал предположение о том, что Силбаннак находился в Риме в то время, когда Валериан I двигался на город с целью подавить восстание Эмилиана. Возможно, Силбаннак был союзником или младшим соправителем Эмилиана, которого тот оставил в столице, когда сам отправился против Валериана. Также можно полагать, что Силбаннак был провозглашен императором в ответ на объявление сына Валериана Галлиена цезарем. Судя по всему, монеты Силбаннака не были изъяты из обращения и использовались для выплаты жалованья войскам, стоявших в Галлии и на рейнской границе, чем и можно объяснить места их нахождения.